# 查纳甘·彭斯里旺
查纳甘·彭斯里旺（羅馬化：Chanakan Poonsiriwong，1993年10月31日—），曾用名春坎·彭斯里旺（英語：Chonkan Poonsiriwong），昵称Boss，泰國著名男演員，身高185厘米。现为泰国第7电视台旗下男演员。代表作有电影《艺术家》、泰剧《亲爱的鬼先生》、《仇恨的锁链》、《檀香树下的秘密》等。

## 影视作品

### 电影
| 年份 | 名称                    | 角色 | 备注     |
| ---- | ----------------------- | ---- | -------- |
| 2012 | 《艺术家》              | Art  | 主演之一 |
| 2020 | 《E-Riam Sing》         | Kem  | 男配角   |
| 2020 | 《Love U Kohk-E-Kueng》 |      | 男配角   |